# Walmerson García Praia
Walmerson García Praia (sinh ngày 13 tháng 1 năm 1994) là một cầu thủ bóng đá người Brasil.

## Sự nghiệp câu lạc bộ
Walmerson García Praia đã từng chơi cho Tokyo Verdy.